# Антоний (Кротевич)
Митрополит Антоний (в миру Бори́с Никола́евич Кроте́вич; 1 (14) августа 1889, Богуслав, Киевская губерния — 21 ноября 1973, село Малаховка, Московская область) — епископ Русской православной церкви, митрополит Тамбовский и Мичуринский.

## Биография
Родился 1 августа 1889 года в Богуславе, в семье священника.
Окончил Киевскую 2-ю Классическую гимназию. В течение года учился
в Киевском медицинском институте. Прервав обучение, поступил в Киевскую Духовную Академию, которую окончил в 1914 году.
В 1914 году рукоположён во священника к Воздвиженской церкви посёлка Пирогов близ Киева.
В 1917 году был священником Екатерининской церкви Лукиановского кладбища Киева. В 1919 году — настоятель Байково-кладбищенской церкви Киева, был благочинным 3-го Благочинного округа. В этом же году возведён в сан протоиерея.
В 1920-е годы был обновленцем и состоял членом Киевского обновленческого епархиального управления.
В 1931 году — настоятель Софийской церкви на Софийской набережной реки Москвы.
С 17 августа 1932 года был настоятелем Христорождественского собора Коврова и благочинным церквей Ковровского района. 1932 году награждён митрой.
В ноябре 1932 года за представленное сочинение «История страстной седмицы до образования студийского Устава» утверждён в степени кандидата богословия.
В 1933 году был настоятелем Введенской церкви города Иваново. 26 мая 1934 года подписал адрес митрополиту Сергию (Страгородскому) как ключарь Благовещенского кафедрального собора города Иваново.
В 1934 году служил настоятелем Орехово-Зуевского собора и благочинным округа.
В 1935 году разведён с женой.
В 1937 году назначен настоятелем церкви города Перово Московской области и благочинный церквей Ухтомского и Раменского районов.
В 1937 году арестован по обвинению в антисоветской пропаганде и осуждён на 5 лет лагерей, освобождён в 1942 году.
В 1944 году — благочинный церквей Житомирской епархии.
10 июля 1944 года постановлением Священного Синода определено быть епископом Житомирским.
11 августа 1944 года в храме Киевских пещер игуменом Кронидом (Сакуном) было совершено пострижение протоиерея Бориса Кротевича в монашество с наречением ему имени Антоний.
13 августа сего года во Владимирском Соборе Киева пред началом всенощного бдения было совершено наречение иеромонаха Антония во Епископа Житомирского.
14 августа 1944 года хиротонисан во епископа Житомирского и Овручского. Хиротонию совершили Патриарший Экзарх Украины Митрополит Киевский и Галицкий Иоанн (Соколов) и Архиепископ Днепропетровский и Запорожский Андрей (Комаров).
С начала 1946 года — епископ Костромской и Галичский, временно управлял Ярославской епархией.
25 февраля 1952 года возведён в сан архиепископа.
16 ноября 1953 года, согласно прошению, уволен на покой.
9 февраля 1954 года возвратился на кафедру и назначен архиепископом Тульским и Белёвским.
В 1954 года Совет Московской Духовной Академии избрал архиепископа Антония почетным членом Академии.
В сентябре 1958 года поручено временное управление Ростовской и Новочеркасской епархиями.
25 февраля 1959 года награждён крестом для ношения на клобуке.
С 16 марта 1961 года — митрополит Минский и Белорусский.
За короткое время он восстановил против себя едва ли не всё духовенство и паству. По требованию властей запретил производить набор воспитанников в Минскую духовную семинарию, в результате чего она прекратила своё существование через недолгое время. 5 июля года уволен на покой.
С 12 января 1962 года — митрополит Орловский и Брянский.
В ознаменование 50-летия служения Святейшего Патриарха в епископском сане и в память совместного церковного служения Указом Святейшего Патриарха Алексия от 11 мая 1963 года награждён церковным Орденом святого князя Владимира I степени.
28 мая 1963 года уволен на покой по прошению.
30 марта 1964 года митрополит Ивановский и Кинешемский.
При митрополите Антонии были сожжены епархиальная библиотека (за исключением светских книг, переданных городу) и епархиальный архив. Уполномоченный Совета по делам религий по Ивановской области Н. А. Желтухин характеризовал его так: «митрополит Антоний… взаимоотношения с органами власти строил правильно. Все принципиальные вопросы решал только по согласованию с уполномоченным Совета. По прибытии в Иваново, безвозмездно передал городу дом епархиального управления, библиотеку, две автомашины „Волга“. Для епархиального управления отремонтирован был другой дом, меньшего размера. Из епархиальных средств достаточно значительные суммы (до 40000 рублей) вносил в Фонд мира».
28 ноября 1966 года назначен на Тамбовскую кафедру.
8 июня 1970 года уволен на покой с предоставлением архиерейской пенсии.
Деятельность митрополита Антония (Кротевича) в 1950—1960-е годы принесла много бед Церкви. Нередко у владыки Антония складывались конфликтные отношения с епархиальными клириками и паствой. В Патриархию жаловались и на его деспотическое отношение к духовенству.
Согласно данным рассекреченных архивов НКВД-НКГБ , был активным агентом советских спецслужб, агентурная кличка «Павловский». «Разрабатывал» и выдавал властям «антисоветски» настроенных священников своей епархии, использовался как «агент-маршрутник».
Скончался 21 ноября 1973 года.
По благословению Святейшего Патриарха Пимена Божественную Литургию и отпевание митрополита Антония 23 ноября совершил епископ Зарайский Хризостом. На отпевании молился митрополит Крутицкий и Коломенский Серафим.
Погребен в ограде, за алтарной частью, церкви Рождества Богородицы в селе Никольско-Трубецкое, ныне часть города Балашиха Московской области.